# Клёповка
Клёповка — село в Бутурлиновском районе Воронежской области.
Административный центр Клёповского сельского поселения.

## География
Улицы
| - ул. 20 лет Октября, - ул. Буденного, - ул. Ворошилова, - ул. Гагарина, - ул. Калинина, - ул. Карла Маркса, - ул. Колхозная, - ул. Коммунаров, | - ул. Комсомольская, - ул. Красная, - ул. Краснопольская, - ул. Курортная, - ул. Кустарная, - ул. Ленинская, - ул. Максима Горького, - ул. Молодёжная, | - ул. Набережная, - ул. Новозаводская, - ул. Первомайская, - ул. Подгорная, - ул. Подлесная, - ул. Пролетарская, - ул. Ремесленная, - ул. Рокоссовского, | - ул. Садовая, - ул. Советская, - ул. Степана Разина, - пер. Красный, - пер. Советский. |

## Население
| 1859  | 1897  | 1959  | 2010  | 2012  | 2013  | 2014  | 2015  | 2016  |
| ----- | ----- | ----- | ----- | ----- | ----- | ----- | ----- | ----- |
| 3730  | ↗4726 | ↗6100 | ↘2453 | ↘2392 | ↘2324 | ↘2271 | ↘2224 | ↘2200 |
| 2017  | 2018  | 2019  | 2020  | 2021  |       |       |       |       |
| ↘2154 | ↘2110 | ↘2051 | ↘2023 | ↘1901 |       |       |       |       |

## Памятники
В 1967 году в селе Клёповка был установлен алюминиевый памятник погибшим в годы Великой Отечественной войны работы скульптора И. А. Дарагана.